# Melisende av Arsuf
Melisende av Arsuf , född 1100-talet, död 1200-talet, var regerande dam av herredömet Arsuf i kungariket Jerusalem mellan 1177 och 1210-talet.
Hennes födelseår är okänt. Hon ärvde Arsuf vid sin barnlöse bror Jeans död år 1177. Hon gifte sig vid okänd tidpunkt med Thierry d'Orca och 1207 med Johan av Ibelin, herre av Beirut, som båda blev regerande herrar av Arsuf genom sitt äktenskap med henne. Arsuf inlemmades genom hennes sista äktenskap 1207 med Beirut. Hennes dödsår är okänt, men hon tycks ha varit vid liv ännu under år 1218. 